# Egyetemes magyar encyclopaedia
A latinos című Egyetemes magyar encyclopaedia (ejtsd: enciklopédia) a 19. század második felében megjelent, 13 kötetes magyar nyelvű enciklopédia.

## Története
A 13, nagy alakú (20x27 cm) kötetben elkészült lexikon 1859 és 1876 között, a Szent István Társulat gondozásában Pesten (majd az egyesítés után Budapesten) jelent meg. A mű szerkesztői Török János (1807–1874), Pollák János (1824–1884), Laubhaimer Ferenc (1833–1888) voltak. A sorozat érdekessége, hogy nem oldal, hanem hasábszámozással jelent meg (1 oldalon 2 hasábos a szövegtükör), tehát az oldalszám a hasábszámok felével egyenlő. Terjedelme közel 9300 hasáb, azaz mintegy 4600–4700 oldal.
A Pallas nagy lexikona így számolt be róla: „a Szent István Társulat is bocsátott ki egy katolikus szellemű Egyetemes Magyar Encyclopaediát Török János akad. tag. később Pollák J[ános]. szerkesztésében, de más vallású íróknak is közreműködésével. Kezdetben nagyon kiterjeszkedett, p[éldául]. az 1858-ban megjelent első kötet 1060 hasábon csak az Ajuga szóig haladt, s teljesség tekintetében igen jónak ígérkezett, de később vontatva jelent meg és nagyon összeszorult, s utolsó XIII. kötete, csak 1876-ban zárta be a sort, magába foglalva a Só–Zwingli közé eső egész anyagot.”
A lexikon nem rendelkezik reprint kiadással, elektronikusan pedig regisztrálva, előfizetéssel tekinthető meg az Arcanum honlapján; illetve regisztráció nélkül a – XIII. kötet kivételével – a Münchener Digitalisierungs Zentrum Digitale Bibliothek honlapján (ld. alább a listában az egyes köteteket).

## Kötetbeosztás
Az első kötetnek létezett 2. kiadása is.
| Kötetszám   | Kötetcím                            | Kiadási év | Hasábszám  | Elektronikus elérés |
| ----------- | ----------------------------------- | ---------- | ---------- | ------------------- |
| I. kötet    | A–Ajuga                             | 1859       | 1059 hasáb |                     |
| II. kötet   | Aka–Amerika                         | 1860       | 1130 hasáb |                     |
| III. kötet  | Amerikai alkotmányok–Asa            | 1861       | 1103 hasáb |                     |
| IV. kötet   | Asaba–Azzolino, Á–Ázsiai társaságok | 1862       | 1086 hasáb |                     |
| V. kötet    | B–Bekker                            | 1866       | 528 hasáb  | V./a és V./b        |
| VI. kötet   | Bél–Cockerill                       | 1868       | 800 hasáb  |                     |
| VII. kötet  | Codrington–Ercylla y Zuniga         | 1869       | 799 hasáb  |                     |
| VIII. kötet | Érczhegység–Görög nyelv             | 1870       | 798 hasáb  |                     |
| IX. kötet   | Görögország története–Joachim       | 1871       | 456 hasáb  |                     |
| X. kötet    | Joakáz–Lysias                       | 1872       | 358 hasáb  |                     |
| XI. kötet   | Maár–Ozon                           | 1873       | 414 hasáb  |                     |
| XII. kötet  | Pachydermák–Smyrna                  | 1874       | 334 hasáb  |                     |
| XIII. kötet | Só–Zwingli                          | 1876       | 430 hasáb  | –                   |